# Европейски път E32
Европейски път Е32 е европейски автомобилен маршрут от категория А във Великобритания, свързващ градовете Колчестър и Харуич. Дължината на маршрута е 31 km. Това е един от най-късите европейски автомобилни пътища.
Е32 е свързан с път E30.